# Sonibius scepticus
Sonibius scepticus är en mångfotingart som beskrevs av Chamberlin och Wang 1952. Sonibius scepticus ingår i släktet Sonibius och familjen stenkrypare. Inga underarter finns listade i Catalogue of Life.